# Мамадаев, Яраги Магамедович
Яра́ги Магаме́дович Мамада́ев (Мамодаев) — чеченский политический деятель, один из руководителей Чеченской Республики Ичкерия.

## Биография
Мамадаев занимал ряд руководящих постов. В конце 1980-х годов работал управляющим трестом «Туркменвостокнефтестрой», несколько лет был директором Красноводского нефтеперерабатывающего завода, руководил «Чеченингушстроем».
После начала политических процессов 1990-х годов стал членом президиума исполнительного комитета Общенационального конгресса чеченского народа. Согласно некоторым источникам, был одним из тех, кто привёл к власти в Чечне Джохара Дудаева. 6 сентября 1991 года, после прихода последнего к власти, был назначен председателем правительства (Комитета по оперативному управлению народным хозяйством).
Заняв свой пост, Мамадаев сразу же начал неконтролируемую торговлю нефтью. Этой торговле способствовала позиция российского правительства под руководством Егора Гайдара, которое бесплатно поставляло нефть Западной Сибири на нефтеперерабатывающие заводы республики. Официальным объяснением политики российского руководства была необходимость обеспечения посевной в Чечне.
Бесконтрольная торговля нефтью и отсутствие денег в бюджете привели к многочисленным слухам о нечистоплотности председателя правительства. Однако Дудаев несколько раз закрывал служебные расследования и уголовные дела, объясняя их появление завистью и происками недоброжелателей.
Но, в конце концов, президент вынужден был создать экспертную комиссию. Было установлено, что за 1992 год за пределы республики было вывезено 4 млн тонн мазута, 3 млн тонн дизельного топлива, 1,5 млн тонн бензина, реализация которых могла принести прибыль около одного миллиарда долларов. Но эти деньги в бюджет не поступили. По выводам комиссии, эти деньги пополнили банковские счета Мамадаева. Примерно 100 млн долларов он потратил на покупку отеля на Кипре, а его подчинённые приобрели дачи в Швейцарии и рестораны в Москве.
В 1993 году Мамадаев был отправлен в отставку. Тогда Мамадаев обвинил Дудаева в разрушении экономики и исчез из Грозного. Через неделю он появился в Москве и объявил о создании правительства народного доверия.
Алла Дудаева в своей книге «Миллион первый» пишет:
В апреле — начале мая 1993 года часть парламента открыто перешла на сторону противников независимости. Председателем парламента они избрали Юсупа Сосланбекова. Этот парламент утвердил Яраги Мамадаева вице-премьером. Получив должность, Яраги тут же создал свои параллельные структуры исполнительной власти под видом комитетов управления отраслями народного хозяйства, в действительности, антипрезидентский блок из глав местных администраций. Сразу стали ясны его дальнейшие планы…

В 1993 году Яраги вместе с Лечи Баталовым придет к нам в дом и начнет требовать полной приватизации. За его спиной будут стоять люди, успевшие по минимальной цене купить или дать задаток за какие-либо предприятия, фабрики или хозяйства, ещё надеющиеся сломить упорного президента. А Джохар будет спорить и доказывать и уже в который раз убеждать, что нельзя даром отдавать народное достояние. Он так и не распродаст то, что бездушно и легко в России давно ушло «с молотка». Через два часа разъяренный Яраги перейдет на повышенные тона, и тогда побледневший Джохар тихо скажет: «Ты превратил в ад два года моей жизни…» После своей отставки Яраги создал в Москве теневой кабинет чеченских министров, уволенных в своё время Джохаром.